# Jamundí
Jamundí – miasto w Kolumbii, w departamencie Valle del Cauca.